# دقة قلب (رواية)
دقة قلب هي إحدى روايات الروائية الأمريكية دانيال ستيل (بالإنجليزية Heartbeat) وهي من الروايات الرومانسية.

## نبذة قصيرة
تدور أحداث الرواية عن مخرج تلفزيوني شهير يستغرق في العمل والحفاظ على الشهرة وينشغل عن اسرته حتى ينهار زواجه.و يعيش وحيدا في هوليود قانعا بحياته وعطلاته التي يمضيها مع ولديه إلى ان يلتقي بامرأة تعمل مساعدة إخراج وتمر بأزمة في حياتها حيث يرفض زوجها ذو المركز المرموق حملها ويخيرها بين استمرار زواجهما والجنين، وتنشأ بينهما صداقة تساعدهما على تخطي الازمات في حياتهما.